# 陳篪
陳篪（1497年—？年），字和韶，福建兴化府莆田縣人，軍籍。

## 生平
治《春秋》，行二，由府學附學生中式嘉靖元年（1522年）壬午科福建鄉試第二十四名舉人，年二十七歲中式嘉靖二年（1523年）癸未科會試第一百五十一名，第三甲第十一名進士。初授杭州府推官，平疑狱，抑阉竖，擢刑部主事，嘉靖七年与礼科给事中刘世扬主考山东乡试。会大同兵变，疏解撫臣劉源清罪，得薄谴。轉禮部主客司郎中，當時代藩以萬金贿赂严嵩，请求迁徙内地，陳篪上言此高皇帝設屏翰为備边计，不宜轻易迁徙。嘉靖十五年五月出补岳州府知府，内阁尚書夏言以郊廟大禮需要主持，请留以原官佐部务，改儀制司郎中，十七年八月升尚宝司卿，十八年十月考察罢归。

## 家族
曾祖陳子雲。祖父陳謙寧。父陳宜泰，贈兵部主事。母許氏，封安人。慈侍下。兄陳簧，布政司參議。